# Love Heeds Not Showers
Love Heeds Not Showers è un cortometraggio muto del 1911 diretto da Owen Moore.

## Produzione
Il cortometraggio fu prodotto dalla Majestic Motion Picture Company.

## Distribuzione
Distribuito dalla Motion Picture Distributors and Sales Company, il film - un cortometraggio in una bobina - uscì nelle sale USA il 3 dicembre 1911.